# 伯恩特普雷里鎮區 (伊利諾伊州懷特縣)
伯恩特普雷里鎮區（英語：Burnt Prairie Township）是位於美國伊利諾伊州懷特縣的一個行政鎮區。

## 地方資料
根據2010年美國人口普查的數據，伯恩特普雷里鎮區的面積為0.20平方千米，當中陸地面積為0.20平方千米，而水域面積為0.00平方千米。當地共有人口339人，而人口密度為每平方千米1,695人。